# Parafia św. Jerzego w Marsylii
Parafia św. Jerzego – jedna z etnicznie rosyjskich parafii prawosławnych we Francji, w dekanacie Francji południowo-wschodniej Arcybiskupstwa Zachodnioeuropejskich Parafii Tradycji Rosyjskiej Patriarchatu Moskiewskiego, w Marsylii.
Nabożeństwa są celebrowane w języku cerkiewnosłowiańskim, według kalendarza juliańskiego.
Obowiązki proboszcza pełni ks. Jean Gueit.